# RAF Advanced Air Striking Force
El Advanced Air Striking Force fue la principal fuerza de la RAF con base en Francia, formaba parte de la British Air Force in France (BAFF) que a su vez era parte de la Fuerza Expedicionaria Británica durante la primera parte de la Segunda Guerra Mundial. Su único comandante fue el vicemariscal del aire Patrick Playfair.

## La British Air Forces in France
Cuando la Fuerza Expedicionaria Británica llegó a Francia, en 1939 estaba acompañado por la British Air Forces in France (BAFF), compuesta por dos flotas aérea: el Air Component, que apoyaba directamente a las fuerzas terrestre británicas, y la Advanced Air Striking Force, que operaba conjuntamente con el ejército y las fuerzas aéreas francesas. La segunda flota fue asignada a una zona de operaciones descorazonadora que se extendía desde la frontera belga hasta Suiza.
La British Air Forces in France contaba en un principio con unos 500 aviones, mientras que la Luftwaffe poseía el doble. Su flota de cazas contaba con 130 aparatos, pero la mayoría de ellos estaban obsoletos (los Blenheim y los Gladiator); sólo los cuatro escuadrones de Hurricane podían rivalizar con los aparatos de la Luftwaffe. La British Air Force in France tenía además 220 bombarderos ligeros y medios (Battle, Blenheim, Hampden, Wellington y Whitley) y 50 Lysander. Seis nuevas escuadras de cazas fueron enviadas después de que los alemanes hubieran invadido Holanda y Bélgica, el 10 de mayo de 1940. Tres fueron destinadas al Air Component y tres al Advanced Air Striking Force.

## Incidencia en la guerra
La fuerza principal del Advanced Air Striking Force fueron los escuadrones de Hurricane. De ellos salió el máximo as de la RAF, "Cobber Kain", del escuadrón 73, que destruyó 17 aparatos. Entre el día de su llegada a Francia, 9 de septiembre de 1939, y el día que la abandonó, 19 de mayo de 1940, el escuadrón número 1 derribó él solo a 140 aviones alemanes, teniendo por su parte unas pérdida mínimas: 3 pilotos muertos o desaparecidos, dos heridos y un prisionero. Pero jamás tuvieron ocasión de cumplir su auténtica misión: proteger a los bombarderos ligeros y medios en sus raids contra las columnas y las cabezas de puente alemanas. Las potentes unidades móviles de la DCA del ejército alemán convertían estos raids en misiones suicidas. El famoso raid del escuadrón 12 contra los puentes del canal Albert en Veldwezelt, el 12 de mayo, dio a la RAF sus primeras Victoria Cross de la guerra por actos de valor, pero fueron otorgadas a título póstumo.
En una campaña que costó escuadrones enteros y que no consiguió retrasar al enemigo ni siquiera 15 minutos, la experiencia adquirida por los supervivientes del AASF, no obstante, fue de gran utilidad para las escuadras de cazas que intervinieron más tarde en la batalla de Inglaterra.
- Datos: Q4993875
- Multimedia: RAF Advanced Air Striking Force / Q4993875